# گزلبن
گُزلبُن، روستایی از توابع بخش رحیم‌آباد در استان گیلان ایران است. روستای کج محمدگوابر هم جزء همین روستا است.

## جمعیت
این روستا در دهستان رحیم‌آباد قرار دارد و براساس سرشماری مرکز آمار ایران در سال ۱۳۸۵، جمعیت آن ۲۴۸ نفر (۶۵ خانوار) بوده‌است.

## شغل
شغل مردم گُزلبُن، کشاورزی و دامداری است. چای و مرکبات اصلی‌ترین محصول کشاورزی آنان است.